# Arabis crucisetosa
Arabis crucisetosa là một loài thực vật có hoa trong họ Cải. Loài này được Constance & Rollins mô tả khoa học đầu tiên năm 1936.